# Desoxyuridinemonofosfaat
Desoxyuridinemonofosfaat of dUMP is een desoxyribonucleotide die is opgebouwd uit het nucleobase uracil, het monosacharide desoxyribose en een fosfaatgroep. Hogere fosfaten van dUMP komen niet voor.
Desoxyuridinemonofosfaat komt, als enige van de monofosfaat-desoxyribonucleotiden, niet voor in het DNA.